# ミスター・メルセデス (テレビドラマ)
『ミスター・メルセデス』（Mr. Mercedes）は、アメリカ合衆国の犯罪テレビドラマシリーズであり、スティーヴン・キングのビル・ホッジスを主人公とする小説三部作（『ミスター・メルセデス』、『ファインダーズ・キーパーズ』、『任務の終り』）に基づく。

## 概要
シリーズは引退した刑事のビル・ホッジスと“ミスター・メルセデス”凶悪殺人事件の犯人ブレイディを追う。事件は迷宮入りし、ブレイディはビルを挑発し、ビルは事件を再調査する。
2017年8月9日からAudienceで放送されており、シーズン3は2019年9月10日から放送された。デビッド・E・ケリーによって製作され、ブレンダン・グリーソンとハリー・トレッダウェイが主演する。
日本ではスター・チャンネルおよびAXNで放送され、Amazonビデオで配信されている。

## 登場人物

### メイン
- ビル・ホッジス
  - 演 - ブレンダン・グリーソン、日本語吹替 - 土師孝也[1]
  - 引退した刑事。
- ブレイディ・ハーツフィールド
  - 演 - ハリー・トレッダウェイ、日本語吹替 - 増田俊樹[2]
  - 殺人犯“ミスター・メルセデス”。 (S1-S2)
- デボラ・ハーツフィールド
  - 演 - ケリー・リンチ、日本語吹替 - 宮島依里[2]
  - ブレイディの母親。 (S1)
- ジェローム・ロビンソン
  - 演 - ジャレル・ジェローム（英語版）、日本語吹替 - 荘司勝也[1]
  - ホッジスの友人の高校生。
- ピーター・ディクソン
  - 演 - スコット・ローレンス
  - ビル・ホッジスの元同僚刑事。 (S1-S2)
- アンソニー・フロビッシャー
  - 演 - ロバート・スタントン（英語版）、日本語吹替 - 村治学
  - 家電量販店店長、ブレイディの上司。 (S1)
- ルー・リンクレイター
  - 演 - ブリーダ・ウール（英語版）、日本語吹替 - きそひろこ[1]
  - ブレイディの同僚。
- ホリー・ギブニー
  - 演 - ジャスティン・ルーペ（英語版）、日本語吹替 - うえだ星子[1]
  - オリヴィア・トレローニーおよびジェイニーの従妹[注釈 1]。
- ジェイニー・パターソン
  - 演 - メアリー＝ルイーズ・パーカー、日本語吹替 - 岡本麻弥[2]
  - オリヴィア・トレローニーの妹。 (S1)
- アイダ・シルバー
  - 演 - ホランド・テイラー、日本語吹替 - 野沢由香里[1]
  - ホッジスの隣人で葬儀場経営者。 (S1-S2)、高校教師。 (S3)
- フェリックス・バビノー
  - 演 - ジャック・ヒューストン、日本語吹替 - 綱島郷太郎
  - ブレイディを担当する脳神経科医。 (S2)
- コーラ・バビノー
  - 演 - Tessa Ferrer、日本語吹替 - 林真里花
  - フェリックスの妻で中国の製薬会社の重役。 (S2)
- アントニオ・モンテス
  - 演 - マキシミリアーノ・ヘルナンデス、日本語吹替 - 加藤拓二[1]
  - 地区検事補。 (S2-S3)
- ピート・ソウバーズ
  - 演 - ラーミアン・ニュートン、日本語吹替 - 林幸矢[1]
  - メルセデス事件の被害者の息子の高校生でアイダの生徒。 (S3)
- モリス・ベラミー
  - 演 - Gabriel Ebert、日本語吹替 - 阪口周平[1]
  - ロススティーンのファンで、アイダのかつての生徒。 (S3)

### リカーリング
- ドナ・ホッジス
  - 演 - ナンシー・トラヴィス
  - ビルの前妻。 (S1-S2)
- アリー・ホッジス
  - 演 - マディー・ハッソン（英語版）
  - ビルとドナの娘。 (S1,S3)
- オリヴィア・トレローニー
  - 演 - アン・キューザック
  - 自殺した、犯行に使われた盗難車の持ち主。 (S1)
- エリザベス・ワートン
  - 演 - キャサリン・ホートン
  - ジェイニーとオリヴィアの母親。 (S1)
- バーバラ・ロビンソン
  - 演 - Makayla Lysiak
  - ジェロームの妹。
- セイディ
  - 演 - Virginia Kull
  - 癲癇症を持つ看護婦。 (S2)
- アル
  - 演 - マイク・スター
  - 知恵遅れの病院の図書係。　(S2)
- ローランド・フィンケルスティーン
  - 演 - ブレット・ゲルマン、日本語吹替 - 加藤亮夫[1]
  - ルーの弁護士。 (S3)
- サラ・ペース
  - 演 - Natalie Paul
  - 地区検事補。 (S3)
- ジョン・ロススティーン
  - 演 - ブルース・ダーン、日本語吹替 - 秋元羊介[1]
  - ブリッジトン在住の有名作家。 (S3)
- アルマ・レーン
  - 演 - ケイト・マルグルー、日本語吹替 - 水野ゆふ[1]
  - モリスの知り合いのブリッジトン住民。 (S3)
- ダニエル・スウィーニー
  - 演 - Meg Chambers Steedle
  - モリスのガールフレンド。 (S3)
- アンドリュー・ハリデー
  - 演 - Patch Darragh
  - モリスの知り合いの古書店主。 (S3)
- バーナード・レインズ
  - 演 - グリン・ターマン
  - 裁判官。 (S3)

## あらすじ

### シーズン1のあらすじ
シーズン1は原作第一部の『ミスター・メルセデス』に基づく。オハイオ州クリーブランドで、盗まれたメルセデス・ベンツが人々の列に突っ込んで16人を殺す。ビル・ホッジス刑事が捜査するが迷宮入りとなる。2年後、優秀なエンジニアである犯人のブレイディは家電量販店に勤め、過保護の母デボラと鬱積した暮らしを送る。修理の際にコンピューターに仕掛けをすることで、車の持ち主を責めて自殺に追い込んだのち、ビルを挑発し監視する。引退していたビルは事件を再調査し、世論に責められて自殺したベンツの所有者オリヴィアの妹ジェイニーと親しくなり、事件の調査員として雇われる。ビルはジェイニーの従妹ホリーと、友人で優等生の高校生ジェロームに助けられる。ブレイディはビルを苦しめるためにジェイニーを殺すが、自分の用意した毒を母デボラが誤って食べ死んでしまう。コンピューター修理から足がついたブレイディは家に放火して死を偽装する。美術館のパーティーを爆破してホリーやジェロームを殺そうとし、見とがめたルーを刺すが、ホリーに阻止されて脳に損傷を負い昏睡状態となる。

### シーズン2のあらすじ
シーズン2は原作第三部の『任務の終り』に基づくが、ストーリーや登場人物は大きく変更されている。3年後、ビルはホリーと探偵事務所を立ち上げ、夏休みに帰郷したジェロームが手伝う。中国の製薬会社の幹部である妻コーラに依頼された脳神経科医のバビノーが、昏睡状態のブレイディに脳治療の新薬をひそかに投与する。ブレイディの意識は目覚め、病院の従業員を操ってビルを襲わせる。やがてブレイディは覚醒するが、新薬の投与無しでは死ぬことを知って自首する。治療後の自分は犯人とは別人格になったと主張する。バビノー夫妻や医学界も新薬の有効性を訴えて同調し、メルセデス事件の裁判は棄却されそうになる。地区検事補のモンテスは、ブレイディに刺された体験から立ち直れないルーを証言台に乗せるが、ルーはブレイディを射殺する。

### シーズン3のあらすじ
シーズン3は原作第二部の『ファインダーズ・キーパーズ』に基づくが、ストーリーや登場人物は大きく変更されている。
ルーは精神鑑定を受けて精神病棟に送られたのちに裁判に戻り、一時ブレイディにとりつかれたような行動をとる。裁判は不利となるが、ビルやホリーの証言で執行猶予を勝ち取る。
地元に住む著名な作家ロススティーンのファンであるモリス・ベラミーは作家の家に侵入し撃ち合いとなって作家を殺してしまい、未発表の原稿と大金を持って逃げだす。だが帰り道で交通事故に遭って負傷し、身一つで病院に担ぎ込まれる。父がメルセデス事件の後遺症に悩む高校生のピート・サウバーズがモリスの事故車から金と原稿を見つけて持ち帰り、原稿を売ろうとする。モリスは年上の愛人のアルマとともにロススティーンの原稿に執着して探す。アルマはその過程でモリスの恋人と古書店主を殺す。。ビル、ホリー、そして休学中のジェロームは賞金のかかった原稿を探す。モリスはピートの母親を人質に取り、恋人を殺したと知ってアルマを殺す。モリスとピートが母親と原稿の交換をしようとする場にビルが現れてモリスを殺し原稿は燃えて失われる。
ホリーはブレイディが犯行に使ったメルセデスを受け取って塗装しなおし、ルーの弁護士フィンケルスティーンと交際し始める。妊娠した娘のアリーがビルと同居し始める。ルーはブレイディと同じくアイスクリーム屋を始める。

## エピソード

### シーズン1 (2017)
| 通算 話数 | シーズン 話数 | タイトル                                                    | 監督               | 脚本                | 放送日         |
| --- | ------------- | ----------------------------------------------------------- | ------------------ | ------------------- | -------------- |
| 1 | 1             | "嘲笑う男" "Pilot"                                          | ジャック・ベンダー | デビッド・E・ケリー | 2017年8月9日   |
| オハイオ州クリーブランドの就職フェアに早朝並ぶ人々の列にメルセデス・ベンツが突っ込んで16人を殺し、ビル・ホッジス刑事とピーター・ディクソン刑事が捜査するが未解決となる。2年後、引退して怠惰に暮らすビルにMr.Mと名乗る"メルセデス・キラー"事件の犯人から嘲りの動画メールが届くが証拠は残らない。ビルはピーターと話して事件を調べ始める。家電量販店に勤める犯人のブレイディは過保護の母デボラと暮らし、アイスクリーム屋をしながらビルの様子を探る。                                                          |               |                                                             |                    |                     |                |
| 2 | 2             | "ゲーム開始" "On Your Mark"                                 | ジャック・ベンダー | デビッド・E・ケリー | 2017年8月16日  |
| ビルはメルセデス・キラーを警戒するあまり、酔って近所の少年を銃で撃ちそうになり、ピーターや隣人のアイダに心配される。犯人からは連絡方法を書いた手紙が届く。ビルは芝刈りを頼んでいる優秀な高校生のジェロームにPCのことを尋ねる。自殺した盗難車の持ち主オリヴィアの妹のジェイニーに会い、オリヴィアも犯人から嘲りのメールを受け取っていたと聞かされる。ビルは犯人に連絡を取る。ブレイディはハラスメントを受けた上司フロビッシャーに復讐する。                                                                 |               |                                                             |                    |                     |                |
| 3 | 3             | "曇り時々騒乱" "Cloudy, With a Chance of Mayhem"            | John Coles         | A. M. Homes         | 2017年8月23日  |
| ビルは犯人とPCで連絡を取り始める。ビルはジェイニーから姉が犯人から受け取った手紙を受け取って警察に持ち込むが、ピーターには相手にされず憤る。ジェロームの父親は息子を事件に巻き込まないようビルに頼む。ブレイディは母デボラに依存する。 |               |                                                             |                    |                     |                |
| 4 | 4             | "堕ちた神々" "Gods Who Fall"                                | ジャック・ベンダー | デニス・ルヘイン    | 2017年8月30日  |
| ビルは犯人の嘲りに反してオリヴィアが車をロックしたと主張していたことを回想する。ジェロームはキー無しで車を解錠する方法をビルに教える。ビルのテレビがハッキングされる。ビルがジェイニーと親しくするのを見たアイダは傷つく。その夜、ビルはジェイニーと関係を持つ。ブレイディはデボラと父と弟の墓参りに行く。毒を買いに行って昔の教師に会い動揺する。無礼な客をつけ狙い、信号を操作し交通事故を仕組む。弟の死を仕組んだ時のことを思い出す。                                                                   |               |                                                             |                    |                     |                |
| 5 | 5             | "スーサイド・アワー" "The Suicide Hour"                     | ジャック・ベンダー | Bryan Goluboff      | 2017年9月6日   |
| ビルの留守中にブレイディが家に侵入する。ビルは療養所にいるジェイニーの母に会い、犯人がオリヴィアを自殺に追い込んだと知る。車の返還を求めるオリヴィアを自分も批判したことをジェイニーに知られる。ブレイディは昇進の誘いを受ける。ビルはネットを通じてブレイディと会話し、自分を自殺に追い込もうとするブレイディが母親に性衝動を抱いていることを突き止めて、逆に嘲る。 |               |                                                             |                    |                     |                |
| 6 | 6             | "悲しみに濡れて" "People in the Rain"                       | ジャック・ベンダー | デニス・ルヘイン    | 2017年9月13日  |
| ビルはメルセデス・キラー事件の前に車が解錠されいたずらされた連続事件を調べる。ブレイディの昇進面接の日、デボラは酒を捨てて、元の仕事に戻ろうとするが、昔の男友達に不可能であることを思い知らされる。心配のあまりブレイディの面接は失敗するが、帰り道ビルがジェイニーと親しくするのを見かけ、ビルの車の解錠コードを手に入れる。ビルは娘のアリーが酒酔い運転を繰り返したため、逮捕され収監されるのを黙認したことを思いだす。アリーに電話をかけるがつながらない。ブレイディは母が再び酒に溺れるよう仕向ける。 |               |                                                             |                    |                     |                |
| 7 | 7             | "永遠のウィロー湖" "Willow Lake"                            | ジャック・ベンダー | デニス・ルヘイン    | 2017年9月20日  |
| デボラは息子の生活を詮索し始める。ブレイディの同僚のルーが解雇される。ジェイニーの従妹のホリーとジェロームは、オリヴィアのコンピューターの解析を試みる。オリヴィアの母の葬儀の直後、ブレイディは車を爆破してビルの目の前でジェイニーを殺す。 |               |                                                             |                    |                     |                |
| 8 | 8             | "灰の中から" "From the Ashes"                               | ローラ・イネス     | Bryan Goluboff      | 2017年9月27日  |
| ビルは施設にいるアリーに会いに行き、危険が及ぶ可能性を伝える。ホリーとジェロームがオリヴィアのコンピューターを解析し、何者かがメルセデス事件を思い出させる音声ファイルを直接仕込み、遠隔操作で再生していたことを知る。デボラは、ブレイディがジェロームの犬を殺すために毒を仕込んだ肉を食べてしまい死ぬ。ブレイディは母の遺体と暮らし、仕事にもいかなくなる。 |               |                                                             |                    |                     |                |
| 9 | 9             | "アイスクリームマン" "Ice Cream, You Scream, We All Scream" | ケヴィン・フックス | Bryan Goluboff      | 2017年10月4日  |
| 警察とビルはオリヴィアのコンピューターを修理したブレイディが、ビルの近所を回るアイスクリーム屋であると知り容疑をかける。ブレイディはフロビッシャーを殺し、自分の死体に見せかけて自宅に放火して姿を消す。 |               |                                                             |                    |                     |                |
| 10 | 10            | "勝者の囁き" "Jibber-Jibber Chicken Dinner"                 | ジャック・ベンダー | デニス・ルヘイン    | 2017年10月11日 |
| ブレイディの死の偽装が判明する。ブレイディはジェロームとホリーの出席する美術館のパーティーを爆破しようとする。ルーに出くわして刺すが殺しはしない。ルーから聞いたビルがブレイディを見つけるが、ビルは心臓発作を起こし、ホリーがブレイディを置物で殴打して起爆を止める。アリーは施設を出所する。ビルは退院し、ブライディは昏睡状態のままとなる。 |               |                                                             |                    |                     |                |

### シーズン2 (2018)
| 通算 話数 | シーズン 話数 | タイトル                                        | 監督               | 脚本                                                  | 放送日         |
| --- | ------------- | ----------------------------------------------- | ------------------ | ----------------------------------------------------- | -------------- |
| 11 | 1             | "帰ってきた男" "Missed You"                     | ジャック・ベンダー | デニス・ルヘイン                                      | 2018年8月22日  |
| 脳に損傷を受けたブレイディは3年間植物状態となっている。担当の脳神経科医フェリックス・バビノーは中国の製薬会社重役である妻コーラの懇願で実験段階の新薬をブレイディに投与する。ビルとホリーは探偵事務所ファインダーズ・キーパーズを立ち上げる。ビルの家を訪ねたピーターは突然倒れて死ぬ。 |               |                                                 |                    |                                                       |                |
| 12 | 2             | "遠隔操作" "Let's Go Roaming"                   | ジャック・ベンダー | デビッド・E・ケリー                                   | 2018年8月29日  |
| ビルは子連れの逃亡犯を憐れんで逃がすがホリーには秘密にする。ブレイディは回復の兆候を見せ、脳の内部では意識が目覚めて脳内に自宅の地下室を再現し、ディスプレイを通じて外部世界を眺め、看護婦のセイディを操ってビルを襲わせる。ハーバード大学に通うジェロームは休みに帰郷し、ビルと共にアイダのあずまやを再建する。 |               |                                                 |                    |                                                       |                |
| 13 | 3             | "背中を押す声" "You Can Go Home Now"            | ジャック・ベンダー | Mike Batistick                                        | 2018年9月5日   |
| ホリーはセイディを尾行して癲癇の持病があることを知る。ルーはブレイディに刺された記憶に苦しむ。ビルは前妻のドナを訪ねて一夜を共にする。セイディは移動願を出す。ブレイディに操られて患者と同僚看護婦を殺そうとしてビルに止められ、自殺する。 |               |                                                 |                    |                                                       |                |
| 14 | 4             | "マザーボード" "Motherboard"                    | ジャック・ベンダー | Samantha Stratton                                     | 2018年9月12日  |
| ブレイディは安物のタブレットを通じ、病院の図書係のアルを操り始める。地区検事補のアントニオ・モンテスがビルの家を訪ね、ブレイディの意識が戻っている可能性を聞くが取り合わない。ビルはジェロームの助けでセイディの電話をハッキングし、誰かが頭の中にいると訴えていたことを知る。ルーはガールフレンドに去られ、過剰防衛の暴力事件を起こす。 |               |                                                 |                    |                                                       |                |
| 15 | 5             | "挑発" "Andale"                                 | ピーター・ウェラー | Alexis Deane & Sophie Owens-Bender                    | 2018年9月19日  |
| ホリーはマインドコントロールについて調べる。野心的なモンテスはブレイディを裁判にかけるために覚醒させるようバビノーを脅し、ブレイディに関わらないようビルを脅す。ジェロームは病院のコンピューターをハックするがブレイディの覚醒の証拠は見つからない。ブレイディはアルを使い、自分を侮辱したモンテスの家を荒らしメッセージを残す。モンテスはブレイディの仕業を疑い、ビルに助けを求める。バビノーは目の動きで文字を選ぶ器械をブレイディに与える。 |               |                                                 |                    |                                                       |                |
| 16 | 6             | "隣り合わせの悪夢" "Proximity"                  | ローラ・イネス     | Bryan Goluboff & Alexis Deane                         | 2018年9月26日  |
| ビルはブレイディに脳内に入られる生々しい夢を見て、精神科医にかかるようアイダに忠告される。ルーはブレイディに対面し、その時ブレイディが目で文章を作ったことをバビノーが知り、MRIにかけて意識の存在を確信する。モンテス家の監視カメラからアルが疑われ、家宅捜索で証拠が見つかる。ホリーとジェロームはコーラの製薬会社が脳再生の新薬を作っていることを調べ上げる。ジェロームはハーバードに戻りたくないと告白する。ビルはバビノー夫妻に面会し、ブレイディの危険性を警告する。コーラは、中国での実験で新薬を投与された囚人が他の囚人を操って自殺させたことを夫に告白する。ビルはブレイディを挑発するが、のちに彼からテキストメッセージを受け取る。 |               |                                                 |                    |                                                       |                |
| 17 | 7             | "凶日" "Fell On Black Days"                     | ジャック・ベンダー | Samantha Stratton & Mike Batistick & Dennis Lehane    | 2018年10月3日  |
| バビノーは製薬会社の重役たちの前で、ブレイディを開頭して刺激を与え覚醒させようとするが失敗し、ルーを訪ねて協力を求める。ビルはドナと故郷のアイルランドに旅行する計画を立てる。ビルとモンテスはブレイディの覚醒を恐れてホスピスに転院させようとするが拒まれる。ブレイディは仮釈放されたアルを操って兄を殺させ、ビルの家に侵入させてビルを襲わせるが殺される。 |               |                                                 |                    |                                                       |                |
| 18 | 8             | "大切な患者" "Nobody Puts Brady in a Crestmore" | ジャック・ベンダー | Samantha Stratton & Mike Batistick & デニス・ルヘイン | 2018年10月10日 |
| ビルは病院に搬送され、友人たちが駆けつける。ジェロームは自分の学費のために家が困窮していることを知り仕事に就こうとするが、大学に戻れと父親に叱責される。アルの事件を受けて製薬会社は新薬のプロジェクトを中止し、続行を求めるバビノーは妻と対立する。モンテスと病院はブレイディをホスピスに転院させようとするが、バビノーはブレイディが覚醒すれば裁判ができるとモンテスの上司に訴えて阻止する。ホリーはブレイディの体毛をサンプルを取って友人に託す。ブレイディが病院から脱走する。 |               |                                                 |                    |                                                       |                |
| 19 | 9             | "ウォーキング" "Walk Like a Man"                | ジャック・ベンダー | デニス・ルヘイン & デビッド・E・ケリー                | 2018年10月17日 |
| ビルはバビノーからブレイディに施した治療内容を聞き出す。ビルは友人たちの安全をはかる。ブレイディはバビノーの家を訪ね、夫妻をテーザーで脅す。新薬無しでは死ぬと聞かされて自首し、昏睡中にビルに殺されかけたと告発して逮捕させる。バビノー夫妻は脳治療新薬の有用性をメディアで訴える。 |               |                                                 |                    |                                                       |                |
| 20 | 10            | "決着" "Fade to Blue"                           | ジャック・ベンダー | デビッド・E・ケリー & Jonathan Shapiro                | 2018年10月24日 |
| ビルは隣の牢のブレイディと対峙した後、釈放される。メルセデス事件の裁判が開かれ、ブレイディは治療により別人格になったと主張して棄却を求める。脳治療の可能性を評価し彼の処刑に反対する医学界も同調する。不利となったモンテスは、ルーをブレイディに会わせ、かつての彼と同じ人格であると証言させる。ルーは法廷でブレイディを射殺する。 |               |                                                 |                    |                                                       |                |

### シーズン3 (2019)
| 通算 話数 | シーズン 話数 | タイトル                                        | 監督               | 脚本                                   | 放送日         |
| --- | ------------- | ----------------------------------------------- | ------------------ | -------------------------------------- | -------------- |
| 21 | 1             | "ジョン・ロススティーン殺人事件" "No Good Deed" | ジャック・ベンダー | デビッド・E・ケリー                    | 2019年9月10日  |
| ルーの裁判が始まり、地区検事補のサラ・ペースに対し弁護士のローランド・フィンケルスティーンとビルは劣勢となる。ブリッジトンに隠棲する高名な作家のジョン・ロススティーンが2人組の強盗に襲われて撃ち合いとなり、強盗の一人だけが生き残るが交通事故でトラックごと崖下に落ちる。金と未刊の原稿の入ったトランクを、父がメルセデス事件の後遺症を負う高校生のピート・サウバーズが見つけて隠す。強盗の一人モリスは怪我を負うも病院から逃げ、自分を病院に運んだ家電修理業のスタンがトランクを盗んだと疑って殺す。ロススティーンの愛読者であるビルは無償で事件を捜査する。                                                                  |               |                                                 |                    |                                        |                |
| 22 | 2             | "第三の男" "Madness"                            | ジャック・ベンダー | デビッド・E・ケリー & Jonathan Shapiro | 2019年9月17日  |
| ピートはトラックの中に死体を見つけて匿名で通報する。モリスはロススティーンを憎むアルマに強盗殺人を打ち明け相談するが、ガールフレンドのダニエルには隠す。判事のバーナード・レインズは選挙民の関心を集めるルーの裁判で司法取引を促し、ペースは15年の刑を求めるが、ルーは拒否し、刑務所にいてはブレイディに見つかってしまうとフィンケルスティーンに訴える。レインズは裁判を延期しルーを精神病棟に送る。 |               |                                                 |                    |                                        |                |
| 23 | 3             | "過ぎた愛" "Love Lost"                          | ジャック・ベンダー | デビッド・E・ケリー & Jonathan Shapiro | 2019年9月24日  |
| ダニエルはモリスとアルマがセックスをしているところを目撃し、後にアルマの家に押しかけてロススティーンの写真を見つけて怪しむが、アルマに殺される。ピートは未刊の原稿の価値を調べに書店に行き、書店主のアンドリューは知り合いのモリスに話す。ルーはブレイディの幻を見続けるが、心理評価に合格し精神病棟を出て裁判を受けることになる。ホリーはフィンケルスティーンにデートに誘われて戸惑う。休学中のジェロームは図書館でロススティーンの寄贈した書類を調べ、アイダの写真を見つける。アイダはかつてロスティーンと不倫関係にあったことをビルに告白する。                                                                               |               |                                                 |                    |                                        |                |
| 24 | 4             | "法廷闘争" "Trial and Terror"                   | ジャック・ベンダー | デビッド・E・ケリー & Jonathan Shapiro | 2019年10月1日  |
| ピートは匿名で大金を家に届ける。アルマはダニエルの死をモリスから隠す。モリスは、子供の頃アイダからロススティーンの本を勧められたことを思い出す。モリスとアルマはピートの家に忍び込むが原稿も金も見つからない。盗まれたロススティーンの原稿に保険会社が賞金をかけ、ホリーとジェロームは捜索に乗り気になる。ジェロームは、スタンが病院に運んだ偽名の男に殺されたと推測する。ブレイディの幻を見続けるルーの裁判が再開され、ピートの父のトムも傍聴する。ルーは巧妙な法廷戦術を次から次へと考えつき、フィンケルスティーンを驚かせる。                                                                                                 |               |                                                 |                    |                                        |                |
| 25 | 5             | "亡者の助言" "Great Balls of Fire"              | ローラ・イネス     | デビッド・E・ケリー & Jonathan Shapiro | 2019年10月8日  |
| ルーの裁判でペースはビルを証言台に立たせ、ビルがブレイディを殺さなかったことを強調してルーの計画的殺意を浮かび上がらせる。モンテスにはルーが冷静であったと証言させる。ホリーとフィンケルスティーンはキスをする。ルーがブレイディのように話すことにホリーとビルが気づく。警察はピートがトラックからロススティーンの金と原稿を取ったと疑い家に来て、アルマがそれを見る。アルマはダニエルの遺体を処理する。 |               |                                                 |                    |                                        |                |
| 26 | 6             | "トラウマ" "Bad to Worse"                       | ジャック・ベンダー | デビッド・E・ケリー & Jonathan Shapiro | 2019年10月15日 |
| ホリーは証言台に立ちブレイディの危険と彼が人々に与えた影響を語る。それを聞いたビルは動揺し涙を流す。ルーが続いて証言台に立つ。アルマはピートの母に接近し、モリスはピートに会って原稿を渡せと脅す。ピートは原稿の1ページをアンドリューに渡すが、アンドリューはそれをモリスから隠す。ピートは再びモリスに脅されて足を撃つ。 |               |                                                 |                    |                                        |                |
| 27 | 7             | "序章の終り" "The End of the Beginning"         | ジャック・ベンダー | デビッド・E・ケリー & Jonathan Shapiro | 2019年10月22日 |
| ピートはアンドリューから1ページの代金として75000ドルを受け取り、残りの原稿を売る取引をするがモリスには隠す。ビルはピートの父トムに会い、ピートとロススティーン事件との関わりを質す。アルマはアンドリューを拷問してピートが原稿を持っていることを聞き出した後に殺す。ビルは書店の殺人現場に呼ばれ、児童虐待常習犯としてアンドリューを非難する血のメッセージを見る。ピートは恐れて姿を隠す。ルーは第一級殺人では無罪、第二級殺人では有罪となるも執行猶予となる。 |               |                                                 |                    |                                        |                |
| 28 | 8             | "次の手" "Mommy Deadest"                        | Michael J. Leone   | デビッド・E・ケリー & Jonathan Shapiro | 2019年10月29日 |
| ピートはアイダにフィンケルスティーンを紹介され、原稿を返して殺人犯の情報を警察に提供すれば重罪には問われても減刑が可能だと聞かされる。釈放されたルーは、自分の頭の中にブレイディがいるとホリーとフィンケルスティーンに話し、テレビのインタビューでも饒舌に知識を披露する。ルーはホリーと同居し始め、ビルを心配させる。ホリーは、ピートを依頼人とすることが危険だと感じ、フィンケルスティーンに別れを告げる。アルマは自分がロススティーンの創作した人物スーザンのモデルだとモリスに打ち明ける。モリスはピートが持つロススティーンの金よりも原稿に執着する。モリスとアルマはピートの母マージョリーを誘拐しピートに原稿を要求する。 |               |                                                 |                    |                                        |                |
| 29 | 9             | "正念場" "Crunch Time"                          | ジャック・ベンダー | デビッド・E・ケリー & Jonathan Shapiro | 2019年11月5日  |
| ジェロームは、スタンによって病院に運ばれた後にスタンを殺し、サウバー家に指紋を残した男が、かつてアイダの生徒でロススティーンのファンであったモリス・ベラミーであることを突き止める。ルーはファインダーズ・キーパーズで働き始める。ホリーはメルセデス事件で使われた車を受け取り、ビルを動揺させる。ピートはモリスに会って原稿の一部だけを渡し、モリスとアルマはそれを読む。ビルはサウバー家を訪ね、ピートの母マージョリーが誘拐されたことを知り、マージョリーが監禁されるアルマの家に行くが何も見つけられない。モリスはアルマがダニエルを殺したことに気づき、アルマを殺す。                                                       |               |                                                 |                    |                                        |                |
| 30 | 10            | "バーニングマン" "Burning Man"                  | ジャック・ベンダー | デビッド・E・ケリー & Jonathan Shapiro | 2019年11月12日 |
| ビルが危険に曝される悪夢に悩まされ、妊娠した娘のアリーが帰ってくる。ホリーはメルセデスを黄色に塗りなおす。モリスは捕らえたピートの母を原稿と交換しようとする。ジェロームがモリスの電話を逆探知して、ビルは人質交換の場所に向かう。ビルはモリスを撃ち、モリスはピートが火をつけた原稿とともに死ぬ。ホリーはフィンケルスティーンと交際を再開する。ルーはブレイディと同じようにアイスクリーム屋を始める。 |               |                                                 |                    |                                        |                |